# Likok-Kouba
Likok-Kouba est un village de la commune de Martap située dans la région de l'Adamaoua et le département de la Vina au Cameroun.

## Population
En 1967, Likok-Kouba comptait 110 habitants, principalement Niam-Niam.
Lors du recensement de 2005, 312 personnes y ont été dénombrées.